# Sapromyza suavis
Sapromyza suavis är en tvåvingeart som beskrevs av Friedrich Hermann Loew 1847. Sapromyza suavis ingår i släktet Sapromyza och familjen lövflugor. Inga underarter finns listade i Catalogue of Life.